# Sister Hazel
Sister Hazel ist eine Rock-Band aus Florida. Der Name Sister Hazel stammt von einer afroamerikanischen Frau, die in den 1970er Jahren in der Heimatstadt der Band Sister Hazel's Rescue Mission ins Leben gerufen hatte. Der Einsatzwille und Ehrgeiz dieser Frau gegen Rassismus hat die Band dazu gebracht, ihren Namen auszuwählen.

## Bandgeschichte
Sister Hazel wurde 1993 von Ken Block und Andrew Copeland in Gainesville, Florida gegründet. Die anderen Bandmitglieder sind nach und nach hinzugestoßen.
Bevor die Band ihren ersten großen Plattenvertrag erhielt, finanzierten sie ihre ersten beiden Alben (1994 und 1996) selbst. Doch da sich diese in Florida immer größerer Beliebtheit und Verkaufszahlen erfreuen konnten, übernahm Ende 1996 das Plattenlabel Universal Records das Material und Sister Hazel hatten ihren Major-Label Plattenvertrag.
Somit erschienen die ersten beiden Alben Sister Hazel (1994) und ... Somewhere More Familiar (jetzt 1997) erneut, diesmal aber in den ganzen USA. Nun waren Sister Hazel bekannt. Ihre Single All for you avancierte zum Hit in den Charts und ... Somewhere More Familiar erreichte Platin-Status. 1999 war die Band auf dem Filmsoundtrack von 10 Dinge, die ich an dir hasse zu hören. Auf dieser CD befindet sich der Song Your Winter in einer anderen Version als auf dem Album Fortress.
Im Jahr 2000 erschien das Album Fortress und in den USA wurde der Song Change your Mind zum Radio-Hit. Dieser wurde auch zum Filmsoundtrack von Teuflisch beigesteuert. Ein Jahr später konnte die Band im Film The Wedding Planner mit dem Lied We'll find it gehört werden.
Kurze Zeit später wechseln Sister Hazel von Universal Records zurück zu Croakin Poets und zu Rock Ridge Music, einem Independent-Label, um mehr Kontrolle über ihre Musik zu haben.
Im Dezember 2002 erschien Chasing Daylight, bevor, fast genau ein Jahr später (2003), die erste Sister-Hazel-live-Doppel-CD Live LIVE auf den Markt kam. Anfang 2004 folgte die erste Sister Hazel DVD, auf der ein komplettes Konzert und eine on the road-Dokumentation der Band zu sehen ist. Am 24. August 2004 wurden weitere Werke auf dem amerikanischen Markt veröffentlicht: Das Album Lift und Drew Copelands Soloalbum No Regrets.
Am 10. Oktober 2006 erscheint mit Absolutely das sechste Studioalbum und im Juni 2007 kommt mit BAM Vol. 1 eine erste B-Seiten Compilation raus.
Im Herbst 2007 bringen Sister Hazel mit Santa´s Playlist eine Weihnachts CD auf dem Markt, auf der eine Mischung aus eigenen Kompositionen und bekannten Weihnachtsliedern zu hören ist.
Auch 2008 war Sister Hazel wieder fleißig bei der Arbeit. Erschienen ist ein akustisches Unplugged-Album mit dem Titel Before the Amplifiers und auch Sänger Ken Block brachte sein Soloalbum Drift auf den Markt. 2009 ist Release erschienen und 2010 folgte Heartland Highway.

## Stil
Der Stil der Band ist nicht einfach zu beschreiben. Er ist vergleichbar mit Bands wie Vertical Horizon, Pat McGee Band, Matchbox Twenty, den Goo Goo Dolls oder Wideawake.
Am ehesten beschreibt man Sister Hazel als GrassRoot-Southern-Rock-Band mit Modern-Poprock Einflüssen. Manche Stücke gehen aber auch in Richtung Blues, Acoustic, Folk oder Funk. Sister Hazel ist somit eine recht vielseitige Band.
Die meisten Bands ähnlicher Richtungen kommen aus den USA und sind in Deutschland eher unbekannt.

## Events
Sister Hazel sind Mitgründer verschiedener Benefiz-Veranstaltungen und Events wie z. B. Lyrics for Life, The Rock Boat oder The Rock Slope.
Dabei handelt es sich um Festivalveranstaltungen mit familiären Charakter. Das Rock Boat z. B. fährt seit 2001 jährlich mit den Bands an Bord in die karibische See. Dabei kommt es neben den Konzerten zu den unterschiedlichsten Jamsessions an Deck und auf den Bühnen.

## Diskografie

### Studioalben
| Jahr | Titel                                | Höchstplatzierung, Gesamtwochen, AuszeichnungChartsChartplatzierungen (Jahr, Titel, Platzierungen, Wochen, Auszeichnungen, Anmerkungen) | Anmerkungen                            |
| Jahr | Titel                                | US | Anmerkungen                            |
| ---- | ------------------------------------ | --- | -------------------------------------- |
| 1997 | ...Somewhere More Familiar           | US47 Platin · (50 Wo.)US | Erstveröffentlichung: 25. Februar 1997 |
| 2000 | Fortress                             | US63 (12 Wo.)US | Erstveröffentlichung: 27. Juni 2000    |
| 2003 | Chasing Daylight                     | US177 (1 Wo.)US | Erstveröffentlichung: Januar 2003      |
| 2004 | Lift                                 | US184 (1 Wo.)US | Erstveröffentlichung: 24. August 2004  |
| 2006 | Absolutely                           | US86 (1 Wo.)US | Erstveröffentlichung: 10. Oktober 2006 |
| 2008 | Before the Amplifiers, Live Acoustic | US152 (1 Wo.)US | Erstveröffentlichung: 17. Juni 2008    |
| 2009 | Release                              | US37 (2 Wo.)US | Erstveröffentlichung: 18. August 2009  |
| 2010 | Heartland Highway                    | US80 (1 Wo.)US | Erstveröffentlichung: 12. Oktober 2010 |
| 2016 | Lighter in the Dark                  | US79 (1 Wo.)US | Erstveröffentlichung: 19. Februar 2016 |
| 2018 | Water (EP)                           | US96 (1 Wo.)US | Erstveröffentlichung: 9. Februar 2018  |

Weitere Veröffentlichungen
- 1994: Sister Hazel
- 1997: 99.3 The Zone
- 1998: Let Your Love Flow
- 2003: Live*LIVE
- 2003: A Life in the Day
- 2005: Lift: Acoustic Renditions
- 2006: Just the Tip
- 2007: BAM! Volume 1
- 2007: Santa's Playlist
- 2010: 20 In '10 Collection
- 2010: Threeve
- 2011: 11411
- 2011: This Is Gator Country
- 2014: 20 Stages
- 2016: Live From Daryl's House Club

### Singles
| Jahr | Titel Album                            | Höchstplatzierung, Gesamtwochen, AuszeichnungChartsChartplatzierungen (Jahr, Titel, Album, Platzierungen, Wochen, Auszeichnungen, Anmerkungen) | Anmerkungen                     |
| Jahr | Titel Album                            | US | Anmerkungen                     |
| ---- | -------------------------------------- | --- | ------------------------------- |
| 1997 | All for You ...Somewhere More Familiar | US11 (41 Wo.)US | Erstveröffentlichung: Juni 1997 |
| 2000 | Change Your Mind Fortress              | US59 (20 Wo.)US | Erstveröffentlichung: Juni 2000 |

Weitere Veröffentlichungen
- Concede
- Happy
- Wanted It to Be
- Champagne High
- Beautiful Thing
- Your Mistake
- Life Got in the Way
- Best I’ll Ever Be
- Just What I Needed
- World Inside My Head
- Mandolin Moon
- This Kind of Love
- Everybody
- Take A Bow
- Vacation Rain
- Stay Awhile
- We Got It All Tonight

### Videoalben
- 2003: A Life in the Day